# 東方雙光魚
東方雙光魚（学名：Diplophos orientalis）为雙光魚科雙光魚屬下的一个种。其种加词“orientalis”意为“东方的”。